# Сеноловци
Сеноловци (енгл. Shadowhunters), такође познато као Сеноловци: Инструменти смрти (енгл. Shadowhunters: The Mortal Instruments), је америчка натприродно-драмска телевизијска серија развијена од стране Еда Дектера, базирана на популарној серији књига Инструменти смрти Касандре Клер. Премијерно је емитована у Северној Америци на каналу Freeform 12. јануара 2016. године. Примарно снимљена у Торонту, серија прати Клари Фреј (Кетрин Макнамара), која на свој осамнаести рођендан сазна да она није она за коју мисли да јесте, већ потиче из дугог низа Сеноловаца, хибрида људи-анђела који лове демоне и мора да се позабави уз борбу забрањене љубави.
Представља другу адаптацију серије романа, након филма из 2013. године Инструменти смрти: Град костију, који је, као и серију, продуцирао Constantin Film. Дебитантска сезона серије Сеноловци добила је различите критике критичара. Пилот епизода привукла је највећу публику за Freeform у више од две године. Серија је добила бројне номинације за награде, освојивши једну GLAAD Award, шест Teen Choice Awards и пет People's Choice Awards.
У марту 2016. године, серија је обновљена за другу сезону од 20 епизода, која је премијерно емитована 2. јануара 2017. године. У августу 2016. године, шоуранер Ед Дектер напустио је серију због „креативних разлика”. Тод Славкин и Дарен Свимер су именовани као Дектерове замене. У априлу 2017. године, Freeform је обновио серију за трећу сезону од 20 епизода, која је премијерно емитована 20. марта 2018. године. У јуну 2018. године, Freeform је отказао серију након три сезоне, али је наложио две додатне епизоде како би правилно закључио причу о серији; друга половина треће сезоне премијерно је емитована 25. фебруара 2019. године, са наручених 12 епизода. Дводелно финале серије је емитовано 6. маја 2019. године.

## Радња
На свој 18. рођендан, Клари Фреј је примљена у Бруклинску академију уметности. Те вечери, док је славила са својим најбољим пријатељем Симоном Луисом, Клери види групу сумњивих људи које нико други не може видети. Прати их у задњу собу клуба, сведочећи тучу. Она се меша, хватајући сечиво. Верујући да је случајно починила убиство, Клери је избезумљена и одмах жури кући. Њена мајка, Џоселин Фреј, тада открива невидљива мастила на сопственој кожи, слична онима која је носила група у клубу. Знајући да ће бити нападнута, Џоселин се плаши за Кларину сигурност, тражећи од њихове пријатељице Дот да је пошаље путем портала Луку, њеној јединој очинској фигури.
Међутим, кад стигне, Клари верује да ју је Лук издао, што је довело до њеног повратка у свој стан. Када стигне, затиче мајку која је нестала и чудовишну Дот која је пита за Смртну чашу. Клари спаси плавокоси дечко из клуба, који изгледа да зна више о њој него што она зна. Придружује се групи Сеноловаца, напола анђела и напола човека, како би спасила мајку од зликовца Валентајна Моргенстерн, Клариног оца, и открила моћи за које никада није знала да поседује. Клари је бачена у свет лова на демоне са мистериозним, нарцисоидним и атрактивним Сеноловцима Џејсом, Изабел и Алеком и вуче свог оданог и грозног пријатеља Симона са собом. Сада живећи међу лепим народом, вештацима, вампирима и вукодлацима, Клари започиње пут самооткривања док сазнаје више о својој прошлости и ономе што може имати њена будућност.

## Улоге и ликови
| Глумац           | Улога          |
| ---------------- | -------------- |
| Кетрин Макнамара | Клари Фреј     |
| Доминик Шервуд   | Џејс Херондејл |
| Алберто Розенде  | Симон Луис     |
| Метју Дадарио    | Алек Лајтвуд   |
| Емерод Тубија    | Изабел Лајтвуд |
| Ајзеја Мустафа   | Лук Гаровеј    |
| Хари Шам Млађи   | Магнус Бејн    |
| Алиша Вејнрајт   | Маја Робертс   |

## Епизоде
| Сезона | Сезона | Епизоде | Епизоде           | Оригинално емитовање | Оригинално емитовање |
| Сезона | Сезона | Епизоде | Епизоде           | Премијера            | Финале               |
| ------ | ------ | ------- | ----------------- | -------------------- | -------------------- |
|        | 1.     | 13      | 13                | 12. јануар 2016.     | 5. април 2016.       |
|        | 2.     | 20      | 10                | 2. јануар 2017.      | 6. март 2017.        |
| 10     | 2.     | 20      | 5. јун 2017.      | 14. август 2017.     |                      |
|        | 3.     | 22      | 10                | 20. март 2018.       | 15. мај 2018.        |
| 12     | 3.     | 22      | 25. фебруар 2019. | 6. мај 2019.         |                      |